# Zeuthen (stacja kolejowa)
Zeuthen (niem. Bahnhof Zeuthen) – stacja kolejowa w Zeuthen, w kraju związkowym Brandenburgia, w Niemczech, na południe od Berlina. Znajduje się na linii Berlin – Görlitz i obsługuje pociągi S46 S-Bahn w Berlinie. Według DB Station&Service ma kategorię 5.

## Położenie
Stacja znajduje się w gminie Zeuthen w powiecie Dahme-Spreewald. Centrum Zeuthen znajduje się około 500 metrów od stacji, a centrum Berlina około 25 kilometrów w linii prostej na północny zachód. Graniczy z Bahnstraße i Friesenstraße. Stacja Eichwalde znajduje się około 2,8 km dalej na północ, a stacja Wildau około 3,4 km na południe. Stacja znajduje się w strefie taryfowej Berlin C Verkehrsverbund Berlin-Brandenburg

## Linie kolejowe
- Linia Berlin – Görlitz